# Mario Puzo
Mario Francis Puzo (Manhattan, Nueva York, 15 de octubre de 1920-West Bay Shore, Nueva York, 2 de julio de 1999) fue un prolífico escritor y guionista estadounidense descendiente de italianos, dejó una huella imborrable como el literato de la mafia, especialmente por su obra maestra, El padrino (1969), con sus relatos apasionantes de crimen, poder y familia.
Puzo creció en un entorno de desafíos económicos y sociales que, lejos de limitarlo, moldearon su perspectiva única del mundo. Su infancia en un barrio italoestadounidense, junto con las historias y luchas compartidas por su familia, le proporcionó una rica paleta de experiencias y personajes que se reflejarían en sus obras más icónicas.
Su obra El Padrino,  no solo capturó la esencia de la vida mafiosa con un realismo crudo, sino que también redefinió el género de la novela negra y la narrativa de crimen organizado. A través de su escritura, Puzo exploró temas de lealtad familiar, ambición y corrupción, resonando profundamente con el público y consolidando su lugar en el canon literario. Puzo Recibió el Premio de la Academia al mejor guion adaptado por la primera película en 1972 y por la segunda parte en 1974. Puzo también escribió el guion original para la película de 1978 Superman y su secuela de 1980. Su última novela, Los Borgia, se publicó póstumamente en 2001.

## Biografía
Mario Puzo se vio profundamente influenciado por varias experiencias de su infancia y juventud que jugaron un papel fundamental en el desarrollo de sus características literarias y en su éxito. Su crianza en una familia trabajadora, la exposición a la cultura italoestadounidense y sus primeras experiencias profesionales proporcionaron una comprensión profunda del carácter y la narrativa de esta cultura. Su fascinación con el crimen y el crimen organizado, combinada con su trasfondo y observaciones, influyó en su narración y ayudó a definir su estilo. Estas experiencias formativas contribuyeron a la capacidad de Puzo para crear narrativas cautivadoras que han dejado un impacto duradero en la literatura y el cine.

### Ascendencia y primeros años
Mario Puzo nació en la ciudad de Nueva York en 1920, en el seno de una familia italoestadounidense de clase trabajadora. Sus padres eran inmigrantes de Avellino, Campania; su padre era de Pietradefusi y su madre de Ariano Irpino. Su crianza en un vecindario pobre le expuso a una serie de dinámicas sociales y las luchas de las comunidades inmigrantes. Estas experiencias le proporcionaron un rico trasfondo de desafíos reales, que luego exploraría en su escritura. La familia de Puzo, especialmente sus padres, desempeñó un papel importante en sus primeros años. Su padre, un inmigrante de Nápoles, y su madre, que provenía de una familia siciliana pobre, contribuyeron a su comprensión de la experiencia italoestadounidense. Las historias y luchas compartidas dentro de su familia influyeron profundamente en la representación de dinámicas familiares e identidad cultural en sus novelas.
Crecer en un vecindario predominantemente italoestadounidense sumergió a Puzo en la cultura, tradiciones y lenguaje de su herencia. Esta inmersión cultural informó los escenarios y personajes en sus novelas, particularmente en la captura de las sutilezas de la vida italoestadounidense.

### Experiencias educativas y profesionales tempranas
Puzo asistió a la Universidad de Nueva York pero tuvo dificultades para completar sus estudios debido a problemas financieros. A pesar de estos desafíos, alimentó una pasión por la escritura. Sus experiencias educativas, incluyendo su exposición a la literatura y cursos de escritura, ayudaron a moldear sus habilidades y aspiraciones como escritor.
Durante la Segunda Guerra Mundial, Puzo sirvió en el ejército de los EE. UU. Su servicio militar le expuso a diversos aspectos de la naturaleza humana y el conflicto, elementos que más tarde permeaban su escritura. La disciplina y las experiencias adquiridas durante su servicio contribuyeron a su desarrollo como escritor.
Después de la guerra, se graduó en el City College de Nueva York. Puzo se casó con una mujer de nacionalidad alemana, Erika Lina Broske, con quien tuvo cinco hijos. Cuando Erika murió de cáncer de mama a la edad de 57 años en 1978, su enfermera, Carol Gino, se convirtió en la compañera de Puzo.
Puzo trabajó en varios empleos, incluyendo como periodista y oficial de relaciones públicas. Su trabajo en estos campos le proporcionó experiencia práctica en narración de historias y desarrollo de personajes. Los diversos trabajos que desempeñó también le expusieron a diferentes estratos sociales y económicos, enriqueciendo su comprensión del comportamiento humano.

### Influencias clave y experiencias
Puzo estaba fascinado por las historias de crimen y el submundo del crimen organizado, en parte debido a sus propias experiencias y observaciones del crimen en su vecindario. Esta fascinación es evidente en sus obras, particularmente en El Padrino, que se basa en figuras del crimen reales y relatos de la mafia.
En las décadas de 1950 y 1960, Puzo comenzó a escribir novelas y guiones. Su capacidad para escribir historias cautivadoras con personajes ricos y tramas dramáticas le ayudó a ganar reconocimiento. Su experiencia en la cultura popular y su comprensión de lo que cautivaba al público jugaron un papel crucial en la definición de su estilo. La representación de familias italoestadounidenses y sus experiencias en las novelas de Puzo estuvo fuertemente influenciada por su propio trasfondo. Sus narrativas a menudo exploraban temas de lealtad familiar, poder y crimen, reflejando tanto las luchas como las aspiraciones de las comunidades italoestadounidenses.

### Carrera como escritor
Sus dos primeras obras, La arena sucia y La Mamma, tuvieron una gran acogida. Su consagración definitiva llegó con la publicación de El padrino en 1969.  Puzo afirmó que esta historia surgió de una investigación sobre el crimen organizado, no de una experiencia personal, y que buscaba escribir algo que tuviera un amplio atractivo popular. La novela permaneció en la lista de los libros más vendidos del New York Times durante 67 semanas y vendió más de nueve millones de copias en dos años.
El libro se convirtió más tarde en la película El Padrino (1972), dirigida por Francis Ford Coppola. Paramount Pictures se enteró originalmente de la novela de Puzo en 1967 cuando un cazatalentos literarios de la compañía se puso en contacto con el entonces vicepresidente de producción de Paramount, Peter Bart, sobre el manuscrito inacabado de sesenta páginas de Puzo. Bart creía que la obra era "mucho más que una historia de la mafia" y le ofreció a Puzo una opción de 12.500 dólares por la obra, con una opción de 80.000 dólares si la obra terminada se convertía en una película. A pesar de que el agente de Puzo le dijo que rechazara la oferta, Puzo estaba desesperado por conseguir dinero y aceptó el trato. Robert Evans de Paramount relata que, cuando se conocieron a principios de 1968, le ofreció a Puzo el trato de $12,500 por el manuscrito de 60 páginas titulado Mafia después de que el autor le confió que necesitaba urgentemente $10,000 para pagar deudas de juego.
La película recibió tres premios de sus 11 nominaciones en la categoría Oscar, incluido el Oscar de Puzo al Mejor Guion Adaptado. Consiguió un segundo premio Óscar por su trabajo de coguionista de la segunda parte (por su trabajo en el guion de la tercera fue nuevamente nominado, pero no logró el galardón). A su vez, las partes primera y segunda de la película, dirigidas por Francis Ford Coppola, fueron galardonadas con el premio a la mejor película en sus respectivos años. 
A la novela le siguieron Los tontos mueren, El siciliano, La cuarta K y El último Don.
Murió en su casa de Long Island en julio de 1999, a causa de un paro cardíaco poco tiempo después de finalizar la escritura de Omertà.

## Varios
Se ha señalado la influencia de Fiódor Dostoyevski en Puzo; lo cita frecuentemente, en particular Los hermanos Karamázov, en La arena sucia, Los tontos mueren, La cuarta K y Los Borgia. La familia Corleone en El padrino se parece mucho a la familia Karamázov: un poderoso padre, un hijo mayor impulsivo, un hijo filosófico, otro de carácter dulce y abúlico, y un hijastro adoptado que se mantiene como un empleado.
En una reseña publicada en el San Francisco Chronicle, Jules Siegel, que había trabajado con Puzo en la Magazine Management Company, puso en duda que este pudiera concluir Omertà y aventuró la hipótesis de que hubiera sido completada por algún que otro «negro». El propio Puzo se congratulaba de manera de escribir en el personaje autobiográfico del escritor Joe Osano de Los tontos mueren.
Adoraba jugar al tenis y tenía una pista en su casa de West Bay Shore, en la isla de Long Island (seguramente extrajo de allí la presencia de la seductora tenista en su novela Omertà). Le gustaba también apostar ocasionalmente en Las Vegas (se puede recordar el episodio de Moe Green en The Godfather y su novela The Last Don).
A pesar de la enorme presencia del catolicismo en la obra de Puzo, el escritor, según decía, no creía en Dios ni en los dogmas de la Iglesia, solo en la bondad humana. Puzo dijo en alguna ocasión que su felicidad residía en una buena comida, practicar tenis, apostar jugando, mirar el techo de su casa durante horas y escribir.
Puzo nunca tuvo contacto con el medio del crimen. De hecho, según sus propias palabras, Don Corleone era un personaje que lo espantaba. Además, decía que su mafia era una versión romántica del mundo criminal real. «Si hubiera estado en la mafia, jamás habría tenido que escribir».
Pese a entender perfectamente la naturaleza del mal, Puzo decía que la justicia debía ser una constante en la sociedad; sin embargo, estaba decepcionado de cómo se administraba en EE. UU., donde, según él, la ley protege más a los criminales con dinero que a la gente común.

## Obra

### Libros
- La arena sucia (The Dark Arena) (1955)
- La Mamma (The fortunate Pilgrim) (1965)
- Seis tumbas en Múnich (Six Graves To Munich) (1967)
- El padrino (The Godfather) (1969)
- Los documentos de El padrino (The Godfather documents) (1971)
- En el interior de Las Vegas (Inside Las Vegas) (1976)
- Los tontos mueren (Fools die) (1978)
- El siciliano (The sicilian) (1984)
- La cuarta K (The fourth K) (1991)
- El último Don (The last Don) (1996)
- Omertà (1999)
- Los Borgia (The family) (2001)

Como guionista, destacan
- El padrino (The Godfather) (1972)
- El padrino II (The Godfather, Part II) (1974)
- Terremoto (Earthquake) (1974)
- Superman (Superman) (1978)
- Superman II (Superman II) (1980)
- Cotton Club (The Cotton Club) (1984)
- El siciliano (The sicilian) (1987)
- El padrino III (The Godfather, Part III) (1990)

### Cuentos
Todos sus cuentos con la excepción de The Last Christmas, fueron firmados con el seudónimo Mario Cleri
- The Last Christmas (1950)
- John 'Red' Marston's Island of Delight (1964)
- Big Mike's Wild Young Sister-in-law (1964)
- The Six Million Killer Sharks That Terrorize Our Shores (1966)
- Trapped Girls in the Riviera's Flesh Casino (1967)
- The Unkillable Six (1967)
- Girls of Pleasure Penthouse (1968)
- Order Lucy For Tonight (1968)
- 12 Barracks of Wild Blondes (1968)
- Charlie Reese's Amazing Escape from a Russian Death Camp (1969)

## Premios y nominaciones
Premios Óscar
| Año  | Categoría            | Película      | Resultado |
| ---- | -------------------- | ------------- | --------- |
| 1972 | Mejor guion adaptado | El padrino    | Ganador   |
| 1974 | Mejor guion adaptado | El padrino II | Ganador   |